# Affaire de la goguette de l'Enfer
Vous êtes invité à donner votre avis sur cette page de discussion, de manière argumentée en vous aidant notamment des critères d’admissibilité ou en présentant des sources extérieures et sérieuses.  
Après avoir apposé le modèle {{Admissibilité}} sur une page, suivez les étapes expliquées sur Wikipédia:Débat d'admissibilité/Aide :
| 1. | Créez la page de débat d'admissibilité.                                                                      | Sauvegardez d’abord la page pour l’initialiser puis indiquez votre motivation.                           |
| 2. | Important : ajoutez une entrée dans la section Débat d'admissibilité du jour.                                | Utilisez ce texte : *{{L\|Affaire de la goguette de l'Enfer}}                                            |
| 3. | Pensez à informer les contributeurs principaux de la page et les projets associés lorsque cela est possible. | Utilisez ce texte : {{subst:Avertissement débat d'admissibilité\|Affaire de la goguette de l'Enfer}}~~~~ |

 (novembre 2021).
L'affaire de la goguette de l'Enfer, connue grâce au procès auquel elle a donné lieu, s'est déroulée en 1834 et 1835. Le procès, fondé sur l'accusation d'infraction punissable, par application de la nouvelle loi du 10 avril 1834, pour « association sans autorisation de plus de vingt personnes » qui pesait sur les prévenus (réunis dans un cabaret pour chanter à tue-tête des chants impies célébrant les démons) a finalement vu cette accusation rejetée comme étant sans fondement, par un arrêt de la Cour royale de Paris qui fit alors jurisprudence.

## Les goguettes au début duXIXesiècle
Les sociétés chantantes dites goguettes sont apparues en grand nombre à partir de 1818. Il y en avait plusieurs centaines à Paris et dans la banlieue. 
Composées essentiellement d'ouvriers ou journaliers elles se réunissaient chaque semaine, généralement le samedi soir, veille des dimanche-lundi alors chômés à Paris. 
Nombre de leurs participants ne savaient ni lire, ni écrire, ce qui fait que beaucoup de ces sociétés chantantes ont disparu en ne laissant pas de traces écrites. Il arrive que la seule trace qui en subsiste soit un nom. Les comptes-rendus de procès quand il y en a eu permettent de mieux connaître leur fonctionnement.
La goguette de l'Enfer ici décrite ressemble à la goguette des Infernaux[réf. nécessaire] qui nous est connue par un texte de Louis-Agathe Berthaud datant de 1841.
L'existence des goguettes à Paris et dans sa banlieue est attestée durant au moins 120 années. La goguette de la Muse Rouge fondée en 1901 disparaît seulement en 1939.

## Compte-rendu de l'affaire
Le journal L'Ami de la religion expose à propos de cette affaire:

« Les séances de la police correctionnelle, qui offrent tant de choses affligeantes et honteuses, présentaient mardi dernier une folie nouvelle. On a appris là avec étonnement qu'il existait à Paris, rue de la Tixéranderie, chez un marchand de vin dont on donne le nom et l'adresse, une réunion qui existe depuis plusieurs années sous le nom de Goguette de l'enfer...  La réunion se tient dans une cave ; là, tous les membres ont des noms de démons. Ils s'appellent Béelzebuth, Lucifer, Astaroth, Asmodée, etc. Ils chantent des couplets en l'honneur des démons... 
À l'audience de la police correctionnelle, un des membres de la réunion a dit qu'en 1827 ils avaient été traduits au même tribunal, et qu'on les avait renvoyés quoiqu'ils chantassent les chansons de Béranger, qu'ils ne chantent plus aujourd'hui. Cela prouve seulement que sous la restauration il y avait déjà des juges fort disposés à l'indulgence pour les insultes envers la religion. En 1833, le marchand de vin demanda à la police une autorisation pour sa réunion ; on lui répondit qu'on n'avait pas besoin d'autorisation pour chanter. Toutefois, depuis la loi du 10 avril 1834 contre les associations, le ministère public a poursuivi la Goguette de l'enfer. Vingt-un prévenus ont paru à l'audience, et l'avocat du roi a requis contre eux cinq fr. d'amende. Ce n'était pas là sans doute un excès de sévérité; cependant le tribunal a été plus indulgent encore et a renvoyé les prévenus de la plainte, en se fondant sur ce qu'il n'y avait pas d'association. »

— L'ami de la religion, journal ecclésiastique, politique et littéraire, Tome 83

## Conclusion de l'affaire
L'affaire a donné lieu à un premier procès, en 1834, devant le tribunal de la Seine, puis à un deuxième procès, à la suite de l'appel interjeté par le procureur du roi, devant la Cour royale de Paris.
Les conclusions de cet appel, connues sous le nom d'arrêt Ministère public contre Maubanc et autres — Affaire de la goguette de l'Enfer, du 14 février 1835, a fait jurisprudence pour préciser ce qui ne présente pas les caractères d'une « association ».

En effet, 

« LA COUR, — Statuant sur l'appel du procureur du roi près le tribunal de la Seine, — Considérant que le fait seul d'une association de plus de vingt personnes sans autorisation est une infraction punissable, par application de la loi du 10 avril 1834, quel que soit l'objet de cette association ; que l'association consiste notamment dans le concours d'un certain nombre de personnes, qui, liées par des engagements réciproques, se réunissent exclusivement entre elles, dans un intérêt commun et dans un but déterminé. — Considérant que les réunions où les prévenus se sont trouvés pour boire et chanter ne présentent pas les caractères d'une association, d'après les circonstances établies par l'instruction et les débats, mais seulement le fait de buveurs se réunissant, soit habituellement, soit accidentellement, dans un cabaret, et que l'administration avait, dès lors, aux termes de la loi sur la Police municipale, le devoir et le droit de surveiller — a mis et met l'appellation au néant. »

— Cour royale de Paris, chambre correctionnelle, Arrêt du 14 février 1835, MM. Jacquinot-Godard, président, Poultier, rapporteur, Aylies, substitut, Pinet, avocat.